# Stenstjärnet (Boda socken, Värmland)
Stenstjärnet är en sjö i Kils kommun i Värmland och ingår i Göta älvs huvudavrinningsområde. Sjön har en area på 0,0996 kvadratkilometer och ligger 100,3 meter över havet.

## Delavrinningsområde
Stenstjärnet ingår i det delavrinningsområde (660592-134636) som SMHI kallar för Utloppet av Bråtsjön. Medelhöjden är 109 meter över havet och ytan är 16,44 kvadratkilometer. Räknas de 7 avrinningsområdena uppströms in blir den ackumulerade arean 56,04 kvadratkilometer. Lerbodaälven som avvattnar avrinningsområdet har biflödesordning 4, vilket innebär att vattnet flödar genom totalt 4 vattendrag innan det når havet efter 317 kilometer. Avrinningsområdet består mestadels av skog (53 procent), öppen mark (17 procent) och jordbruk (17 procent). Avrinningsområdet har 1,15 kvadratkilometer vattenytor vilket ger det en sjöprocent på 7 procent.